# 2669 Shostakovich
A 2669 Shostakovich (ideiglenes jelöléssel 1976 YQ2) a Naprendszer kisbolygóövében található aszteroida. Ljudmila Ivanovna Csernih fedezte fel 1976. december 16-án.